# Шальные деньги: Стокгольмский нуар
«Шальные деньги: Стокгольмский нуар» (швед. Snabba cash II) — шведский боевик режиссёра Бабака Наджафи, снятый по роману Йенса Лапидуса в 2012 году. В Швеции премьера фильма состоялась 17 августа 2012 года. В России фильм вышел 29 августа 2013 года.

## Сюжет
Действия фильма происходят спустя 3 года после событий первой части. Йохан Вестлунд (Ю. В.) и Мрадо оказываются за решёткой. Йохана выпускают за хорошее поведение. Сначала он собирается вернуться к прежней нормальной жизни. Очень скоро Йохан понимает, что это не возможно.
Йохан освобождает Мрадо. Они вместе начинают охоту за деньгами. Но не только они мечтают о богатстве.
С одной стороны — сербская мафия и работающий с ними Махмуд, с другой — укрывшийся от правосудия Хорхе.
За деньги каждому из них придётся заплатить огромную цену.

## Актёры
- Юэль Киннаман — Йохан «Ю. В.» Вестлунд
- Матиас Варела — Хорхе
- Драгомир Мрсич — Мрадо
- Фарес Фарес — Махмуд
- Мадлен Мартин — Надя
- Деян Чукич — Радован
- Юэль Спира — Ниппе
- Лиза Хэнни — Софи
- Петер Карлберг — Миша
- Лиа Стоянов — Ловиса, дочь Мрадо
- Анника Рюберг Виттембури — Паола
- Кристофер Вагелин — Андреас
- Моника Алборноз — мать Хорхе
- и другие

## Премьеры
| Страна         | Дата премьеры         | Название                           |
| -------------- | --------------------- | ---------------------------------- |
| Швеция         | 17 августа 2012 года  | Snabba cash II                     |
| Финляндия      | 14 сентября 2012 года | Rahalla saa 2                      |
| Великобритания | 16 октября 2012 года  | Easy Money II: Hard to Kill        |
| Норвегия       | 16 ноября 2012 года   | Easy Money — Spür die Angst        |
| Россия         | 23 августа 2013 года  | Шальные деньги: Стокгольмский нуар |
| Польша         | 30 августа 2013 года  | Szybki cash II                     |
| США            | 14 февраля 2014 года  | Easy Money II: Hard to Kill        |